# Stiftung Bayerische EliteAkademie

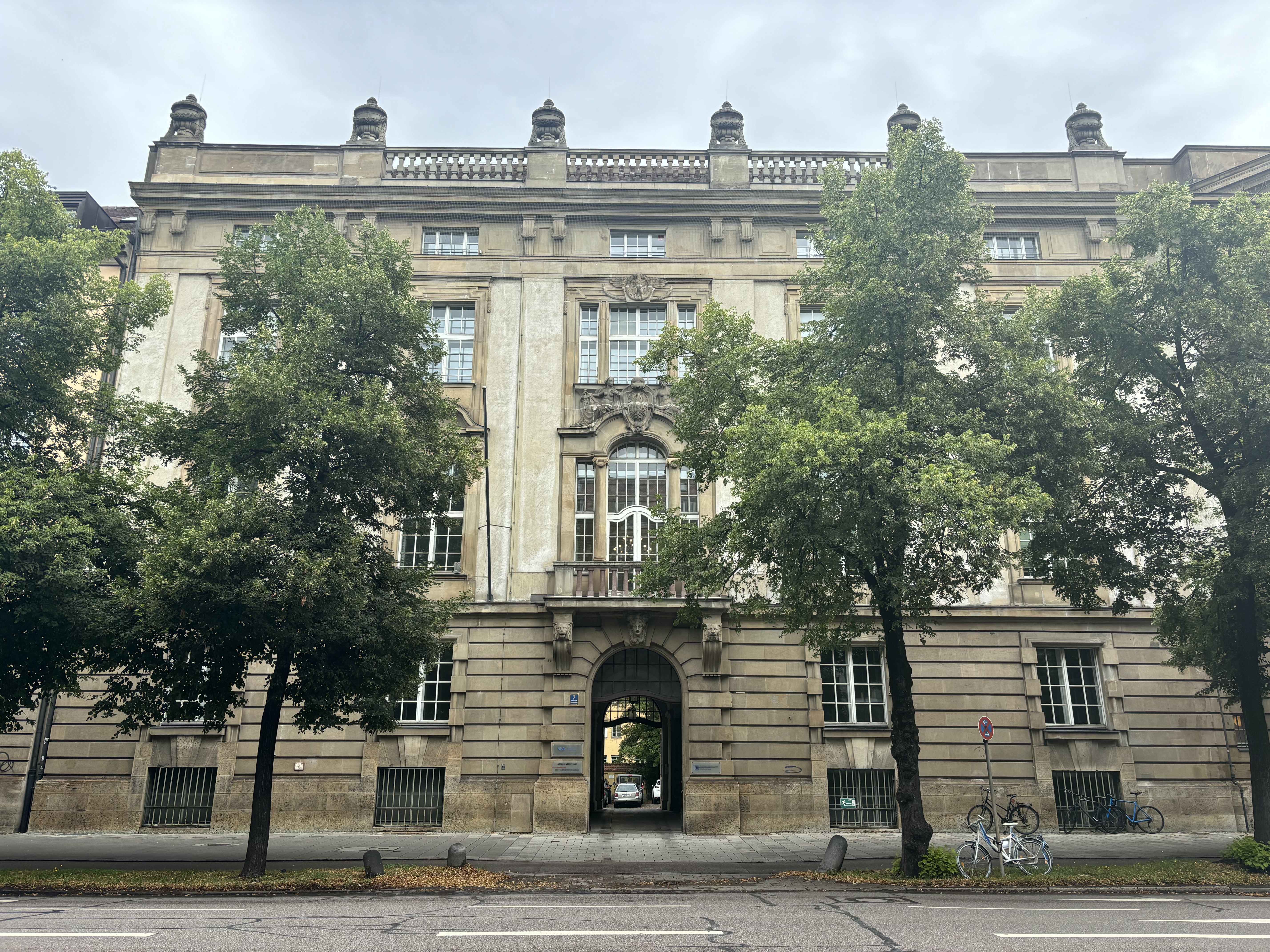
Sitz der Bayerischen EliteAkademie in der Prinzregentenstraße 7 in München

Die Stiftung Bayerische EliteAkademie (BEA), Eigenschreibweise EliteAkademie, ist eine Stiftung der bayerischen Wirtschaft, die jedes Jahr bis zu 40 Studierende aufnimmt und fördert. Der Sitz ist München; es wird das ehemalige Gebäude der Bayerischen Staatskanzlei in der Prinzregentenstraße genutzt. Die Initiative zur Gründung geht auf den Wissenschaftlich-Technischen Beirat der Bayerischen Staatsregierung unter der Leitung des ehemaligen Ministerpräsidenten des Freistaates Bayern, Edmund Stoiber, zurück.
Die Organisation wurde 1998 gestiftet. Im Jahr 1999 nahm die Stiftung den ersten Jahrgang von Studierenden auf. Sie will besonders die Persönlichkeitsentwicklung der Studierenden fördern und ihre Führungsfähigkeiten entwickeln. Gesucht werden hierzu herausragende und gesellschaftlich engagierte Studierende mit klarer Haltung, denen Wirkung vor Karriere geht. Die Förderungsdauer beträgt vier Semester. Bewerben können sich Studierende aller Fachbereiche, die an einer bayerischen Universität oder Hochschule immatrikuliert sind. Das Auswahlverfahren ist dreistufig: Auf eine Online-Bewerbung folgt auf der zweiten Stufe ein Gespräch mit der oder dem Vertrauensdozierenden einer Hochschule sowie ein virtuelles Kennenlernen mit einem der Stiftungsvorstände der BEA. Die dritte Stufe besteht aus virtuellen Auswahltagen mit Übungen und Interviews, an denen rund 90 Studierende teilnehmen. Die erste Bewerbungsstufe startet jährlich Anfang Oktober und endet im Dezember.
Die Förderung der Studierenden geschieht auf vier Weisen: Dreimal kommen die Stipendiat/-innen in den Semesterferien zu einem vierwöchigen Treffen (sog. Präsenzphase) in der IHK-Akademie in Feldkirchen-Westerham zusammen, wo sie Seminare, Vorträge und Workshops besuchen. In der zweiten Präsenzphase verbringen die Studierenden daneben mehrere Tage in Brüssel. In einer vierten Präsenzphase findet die AuslandsAkademie statt, im Rahmen derer die Studierenden etwa drei Wochen im Ausland verbringen und dort Institutionen, Universitäten, Unternehmen und Botschaften besuchen. Während der Förderungsdauer ist eine studentische Projektarbeit vorgesehen.
Die Teilnehmenden bekommen Mentorinnen und Mentoren aus den Führungsebenen der bayerischen Wirtschaft, die sie auch beim Berufseinstieg beraten.
Die BEA zählt knapp 800 Alumnae und Alumni (Stand 2023). 84 % aller Alumni sind inzwischen in einer Führungsposition tätig, etwa 20 % sind Gründerinnen oder Gründer eigener Unternehmen. Die Bewertung der 10 größten von BEA Alumni gegründeten Firmen liegt bei etwa 1,8 Milliarden Euro.
Zu den Stiftern gehören unter anderem Allianz, Siemens, BMW, Münchener Rück, VBW und E.ON. Das Vermögen der Stiftung betrug 2023 rund 20 Millionen Euro.